# Großer Brand von 1910

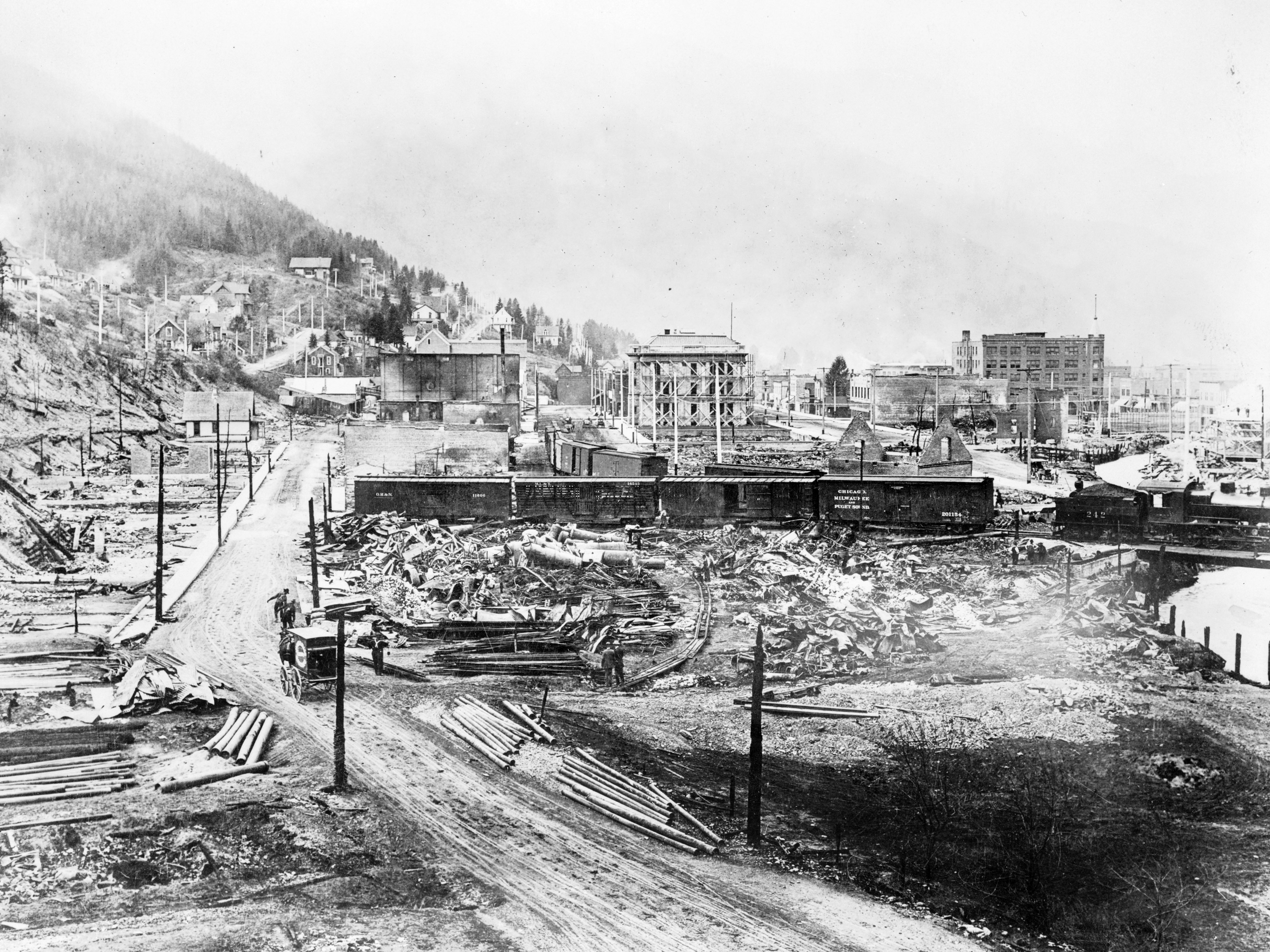
Wallace nach dem Großen Brand von 1910

Der Große Brand von 1910 (englisch Great Fire of 1910, auch Big Blowup, Big Burn oder Devil’s Broom fire) war ein verheerender Waldbrand im nordöstlichen Washington, nördlichen Idaho und im westlichen Montana, der seinen Höhepunkt am 20. und 21. August 1910 fand. Mit einer betroffenen Gesamtfläche von mehr als 12.000 km² gilt er als einer der größten Waldbrände der Neuzeit in den Vereinigten Staaten. 86 Personen kamen in den Flammen ums Leben, darunter 78 Feuerwehrleute. Die hohen Verluste unter den Brandbekämpfern beeinflussten die Strategie der Waldbrandbekämpfung in den nachfolgenden Jahrzehnten maßgeblich.
Vor diesen Waldbränden hatte der U.S. Forest Service erst einen Mann im Dienst verloren. Nach den Terroranschlägen vom 11. September 2001 ist es das Unglück, bei dem auf dem Gebiet der Vereinigten Staaten bis heute die meisten Feuerwehrleute im Einsatz ums Leben kamen.

## Ursachen und Verlauf des Brandes

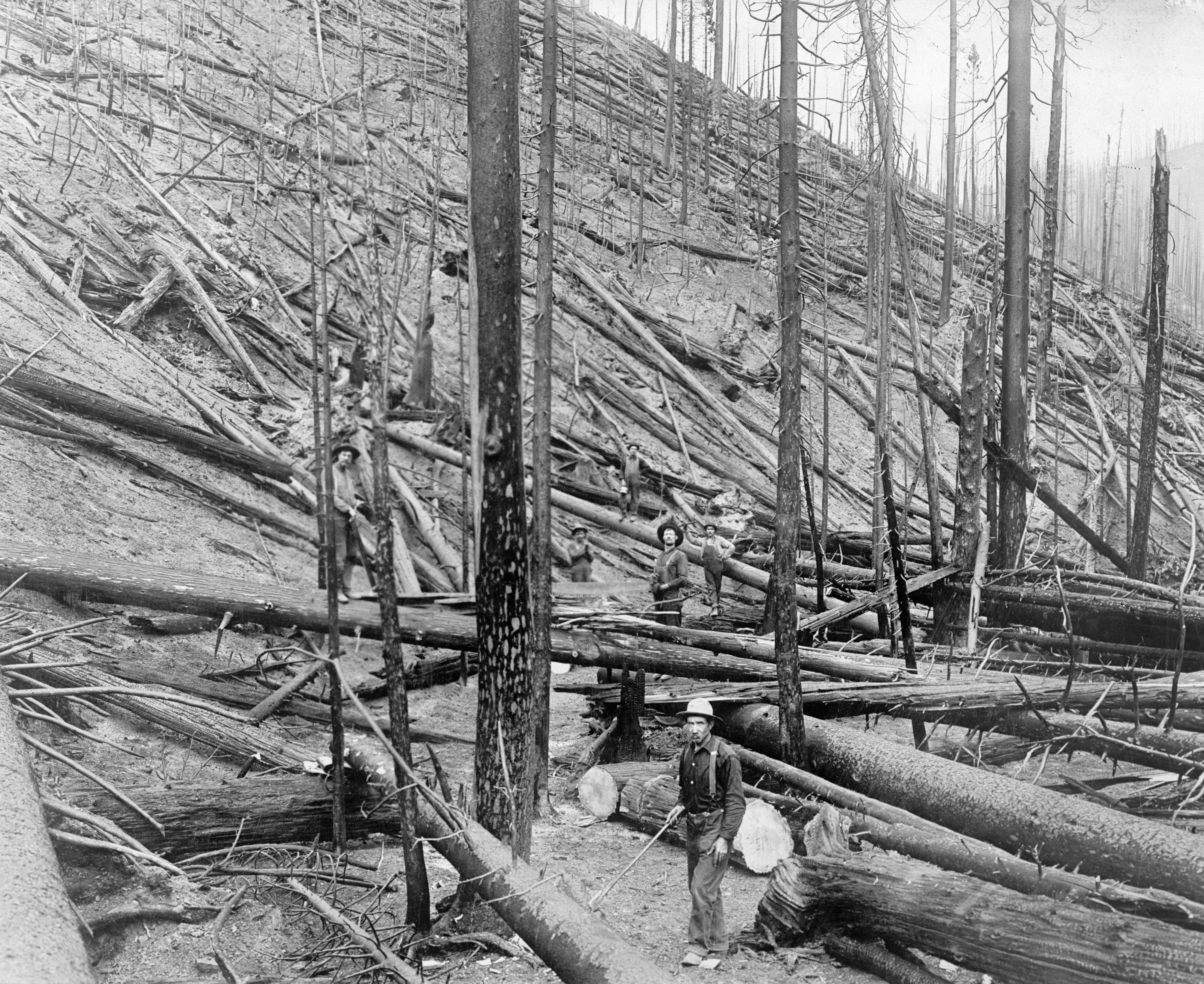
Ein Waldstück nach dem Brand

Bereits im April 1910 kam es zu ersten Waldbränden in der Region. Obwohl der U.S. Forest Service, der mit der Waldbrandbekämpfung betraut war, gerade einmal fünf Jahre alt war und unter unzureichender Ausrüstung, mangelndem Personal und zu geringem finanziellen Spielraum litt, zeigte sich dessen Führung optimistisch, die anstehende Waldbrandsaison zu meistern. Ende Juli 1910 brannte es an mehr als 3000 Stellen im Waldgebiet. Mehr als 100 Feuer waren durch den Funkenflug kohlegefeuerter Lokomotiven entstanden, weitere verursachten unvorsichtige Camper. Im August hatte es in der Region teilweise seit drei Monaten nicht mehr geregnet und die Wälder waren vollkommen ausgetrocknet.
Um den U.S. Forest Service zu unterstützen, wurden unzählige Freiwillige mobilisiert. Zudem schickte Präsident William Howard Taft 4000 Soldaten der US Army, darunter die Buffalo Soldiers, in das Gebiet. Am 19. August 1910 schienen die Brände weitestgehend unter Kontrolle zu sein.
Nachdem die Great Northern Railway früher im Jahr eine größere Zahl an Arbeitern entlassen hatte, war die Arbeitslosigkeit in der Region hoch. Es gab vielfache Vorwürfe, dass Arbeitslose absichtlich Feuer gelegt hätten, um bei der Feuerbekämpfung eingestellt zu werden. Diese Anschuldigungen konnten nie bestätigt werden. Die zentrale Ursache der Feuer war Blitzschlag bei Hitzegewittern, dazu kamen viele kleine Einzelanlässe. Die großen Feuer erreichten ihre verheerenden Ausmaße erst dadurch, dass sie in Gegenden weit abseits menschlicher Siedlungen und Verkehrswege entstanden und sich dort ungestört ausbreiten konnten.

### The Big Blow Up
Am 20. August 1910 kamen starke Westwinde auf. Sie entfachten die Feuer erneut und aus den vielen kleinen Feuern verschmolzen sie zu einem einzigen Feuermeer. 7.500 km² Waldfläche verbrannten am 20. und 21. August, der Großteil davon innerhalb der ersten sechs Stunden. Die ausgetrockneten Koniferen gingen in Sekundenbruchteilen in Flammen auf und Feuerwalzen setzten ganze Canyons in Brand. Mit Zügen wurden die Städte im Weg des Feuers evakuiert und in den Wäldern versuchten die Feuerwehrleute, dem Inferno zu entkommen. Die Rauchwolken verdunkelten noch im Staat New York die Sonne, die Asche wurde bis nach Grönland getragen. In der Nacht zum 23. August kühlte das Wetter schließlich ab und es kam zu leichten Regenfällen. So flauten die Brände schließlich ab und konnten gelöscht werden.

## Brandbekämpfung

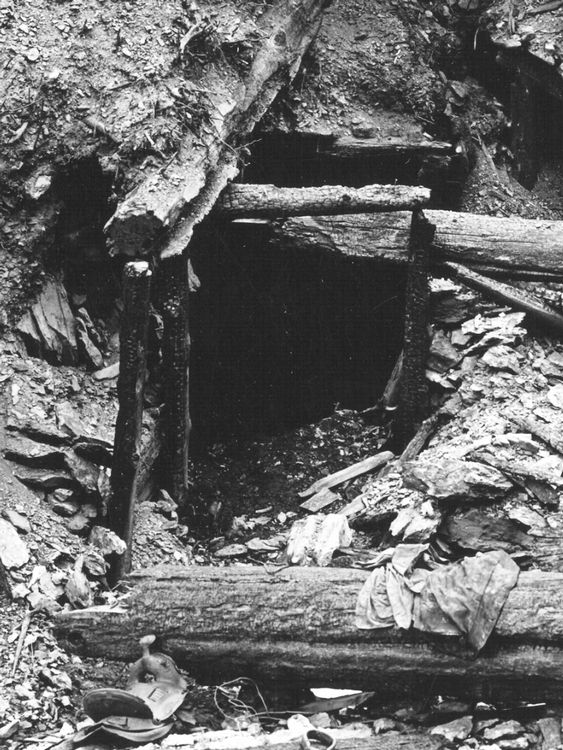
Zugang zu der Mine, in der Pulaski und seine Männer Zuflucht fanden

Am 20. August 1910 befanden sich rund 10.000 Menschen zur Brandbekämpfung in den Wäldern, unter ihnen Angestellte des U.S. Forest Service, Soldaten und Freiwillige. Versuchte man anfangs noch eine koordinierte Brandbekämpfung mit einfachsten Mitteln, so sorgten die extremen Bedingungen während des Big Blowups dafür, dass es nur noch um das eigene Überleben ging. Edward Pulaski, eine Legende des U.S. Forest Service, beschrieb die Bedingungen wie folgt:

“The whole world seemed to us men back in those mountains to be aflame. Many thought that it really was the end of the world. Under such conditions, it would have been worse than foolhardy to attempt to fight the fires. It was a case of saving our lives. I got on my horse and went where I could, gathering men. Most of them were unfamiliar with the country, and I knew that if they ever got out they would have to be led out…”

„Für uns Männer in den Bergen schien die ganze Welt in Flammen zu stehen. Viele dachten, es wäre wirklich der Weltuntergang. Unter diesen Umständen wäre es mehr als tollkühn gewesen zu versuchen, das Feuer zu löschen. Es ging darum, unser Leben zu retten. Ich stieg auf mein Pferd und sammelte Männer, wo ich nur konnte. Die meisten von ihnen waren fremd in der Gegend und ich wusste, dass sie, wenn sie dem Feuer jemals entkommen sollten, herausgeführt werden mussten…“

Pulaski selbst konnte 45 Männer in eine verlassene Mine retten. Von ihnen überlebten 39 die Nacht, nachdem er sie, teilweise unter Androhung von Waffengewalt, vom Verlassen der Mine abgehalten hatte. 78 Feuerwehrleute hatten nicht so viel Glück und blieben in den Wäldern. Allein am Storm Creek wurde eine 29 Mann starke Einheit von den Flammen überrollt. Ihre Leichen wurden später von einer Einheit der Buffalo Soldiers geborgen und begraben.

## Auswirkungen

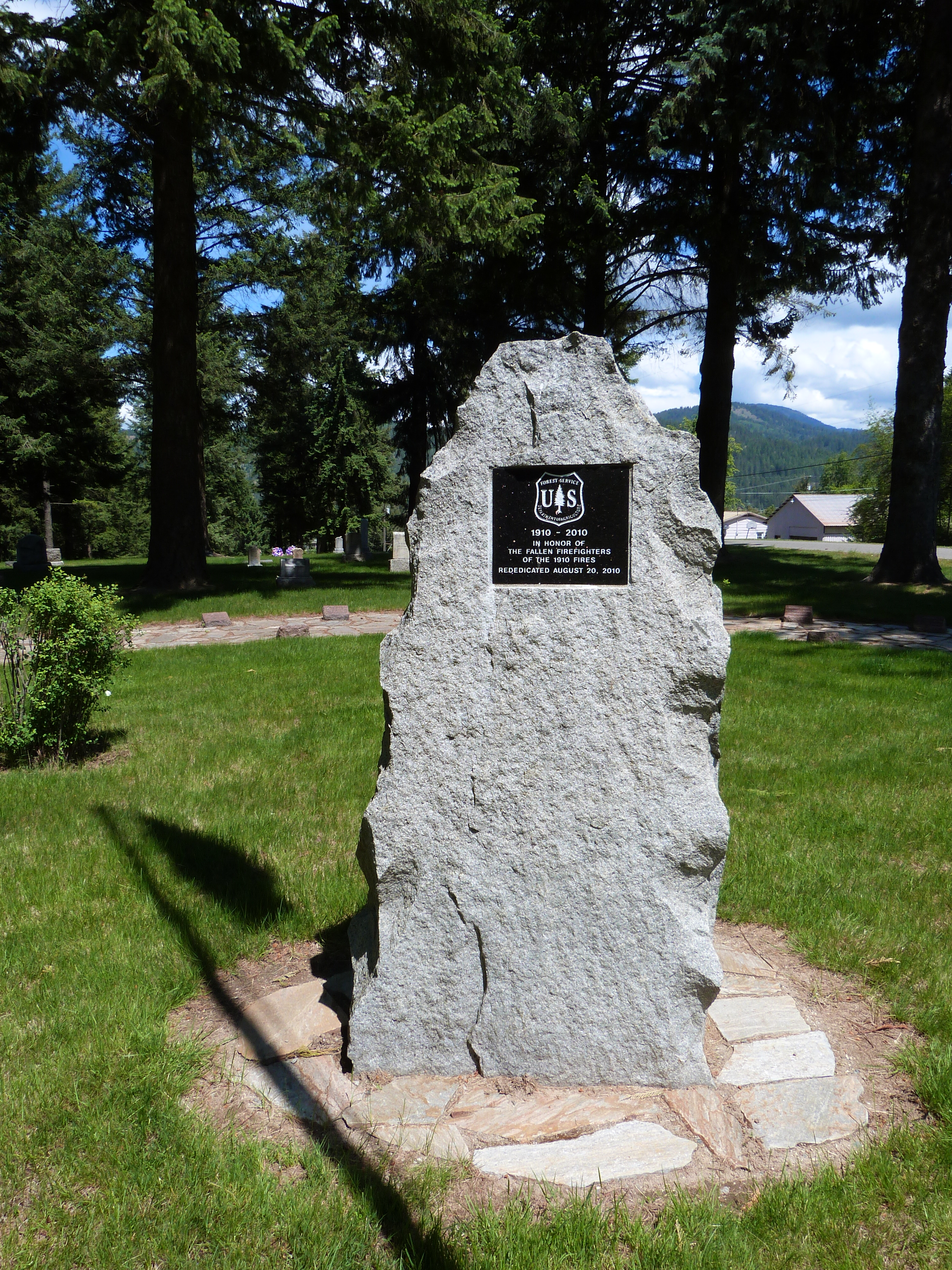
Gedenktafel für die getöteten Feuerwehrleute

86 Menschen verloren ihr Leben und mehrere Tausend ihre Heimat. Von den 78 getöteten Feuerwehrleuten blieben neun bis heute unidentifiziert. Mehrere Städte wurden komplett zerstört, andere wurden schwer beschädigt. So brannte der gesamte östliche Teil von Wallace, Idaho, ab.
Insgesamt wurden mehr als 12.000 km² Wald in Mitleidenschaft gezogen. Davon betroffen waren unter anderem die Bundeswaldgebiete des Bitterroot, Cabinet, Clearwater, Coeur d’Alene, Flathead, Kaniksu, Kootenai, Lewis and Clark, Lolo und des St. Joe National Forest. Auch der erst am 1. Mai 1910 eingerichtete Glacier-Nationalpark wurde schwer von den Feuern getroffen.
Um den angeschlagenen Ruf des noch jungen U.S. Forest Service nach dem Feuer zu retten, wurde in den ersten Berichten die Rolle der Soldaten bei der Brandbekämpfung heruntergespielt und die der Ranger überhöht. So sagte Ex-Präsident Theodore Roosevelt im September 1910:

“I want to call your attention to the wonderful work done by the Forest Service in fighting the great fires this year. With very inadequate appropriation made for the Forest Service, nevertheless that service, because of the absolute honesty and efficiency with which it has been conducted, has borne itself so as to make an American proud of having such a body of public servants; and they have shown the same qualities of heroism in battling with the fire, at the peril and sometimes to the loss of their lives, that the firemen of the great cities show in dealing with burning buildings.”

„Ich möchte Sie auf die wunderbare Arbeit des Forest Service bei der Bekämpfung der großen Feuer in diesem Jahr aufmerksam machen. Mit sehr unzureichenden Mitteln ausgestattet, hat er sich dennoch aufgrund der absoluten Ehrenhaftigkeit und Effizienz, mit der er geleitet wurde, so gehalten, dass es einen Amerikaner stolz macht, solche Beamten zu besitzen; und sie haben im Kampf mit dem Feuer, unter Lebensgefahr und manchmal mit dem Verlust ihres Lebens denselben Grad an Heldentum gezeigt, wie ihn die Feuerwehrleute der großen Städte im Umgang mit brennenden Gebäuden zeigen.“

In die Kritik geriet nach dem Brand vor allem die bisherige Vorgehensweise, kleinere Waldbrände im Hinterland nicht zu bekämpfen, solange sie keine Ansiedlungen bedrohten. Der U.S. Forest Service und die Feuerwehren der Vereinigten Staaten gingen danach dazu über, jeden Waldbrand zu bekämpfen. Diese Taktik führte zu organisatorischen und technischen Innovationen wie den Feuerspringern, aber auch zu Unglücksfällen wie dem Mann-Gulch-Waldbrand. Sie wurde erst in den 1980er-Jahren aufgrund neuer ökologischer Forschungen über Feuer als Umweltfaktor in Frage gestellt und erst nach den Bränden im Yellowstone-Nationalpark 1988 vollständig aufgegeben.